# ژیاوزو
ژیاوزو (به لاتین: Jiaozuo) یک شهر مرکزی در جمهوری خلق چین است که در استان هنان واقع شده‌است.

## خصوصیات
ژیاوزو ۴٬۰۰۰٫۸۹ کیلومترمربع مساحت و ۳٬۵۴۰٬۱۰۱ نفر جمعیت دارد و ۱۳۹ متر بالاتر از سطح دریا واقع شده‌است.

## خواهرخوانده
شهرهای لوبلین، چونگجو، گیونگجو، فرایبورگ و کلن خواهرخوانده‌های ژیاوزو هستند.